# CodeLite
CodeLite — вільне кросплатформенне інтегроване середовище розробки для С/С++/PHP/Node.js. Розроблене з використанням wxWidgets в дусі вільного програмного забезпечення — для його компіляції та зневадження використовується тільки вільне програмне забезпечення (MinGW та GDB). CodeLite поширюється на умовах ліцензії GNU GPL версії 2 або новішої. Середовище розробляється з використанням самого себе, випускаються щоденні оновлення, які доступні через Subversion. На сайті можна знайти детальні інструкції як зкомпілювати середовище а також готові збірки для Windows, Mac OS та Linux.

## Можливості середовища
- створення проектів (projects)
- створення робочих столів (workspace)
- автодоповнення (є підтримка для C++11, JavaScript, PHP)
- підтримка рефакторингу
- підсвітка синтаксису
- інтеграція Subversion
- інтеграція cscope
- інтеграція UnitTest++
- інтерактивний зневаджувач надбудований над gdb та редактором коду (на основі Scintilla)

## Можливості компіляції
Крім вільного програмного забезпечення CodeLite може використовувати компілятори сторонніх розробників, які підтримують інтерфейс командного рядка. Вбудована підтримка компіляторів GCC, clang, Visual C++.